# والمت آتوموتیو
والمت آتوموتیو (انگلیسی: Valmet Automotive) شرکت خودروسازی فنلاندی است، که در سال ۱۹۶۸ تأسیس شد.